# Villar del Campo
Villar del Campo ist ein Ort und eine kleine Gemeinde (municipio) mit nur 30 Einwohnern (Stand: 2024) im Osten der nordspanischen Provinz Soria in der Autonomen Gemeinschaft Kastilien-León. Zur Gemeinde gehört neben dem Hauptort Villar del Campo auch die Wüstung Castellanos del Campo.

## Lage
Villar del Campo liegt ungefähr 28 Kilometer (Fahrtstrecke) ostnordöstlich der Provinzhauptstadt Soria in einer Höhe von ca. 1030 m. Das Klima im Winter ist kühl, im Sommer dagegen durchaus warm; die geringen Niederschläge (ca. 522 mm/Jahr) fallen – mit Ausnahme der eher regenarmen Sommermonate – verteilt übers ganze Jahr.

## Bevölkerungsentwicklung
| Jahr      | 1970 | 1981 | 1991 | 2001 | 2011 | 2021 |
| Einwohner | 91   | 64   | 48   | 37   | 24   | 26   |

Der deutliche Bevölkerungsrückgang im 20. Jahrhundert ist im Wesentlichen auf die Mechanisierung der Landwirtschaft und den damit einhergehenden Verlust an Arbeitsplätzen zurückzuführen.

## Sehenswürdigkeiten

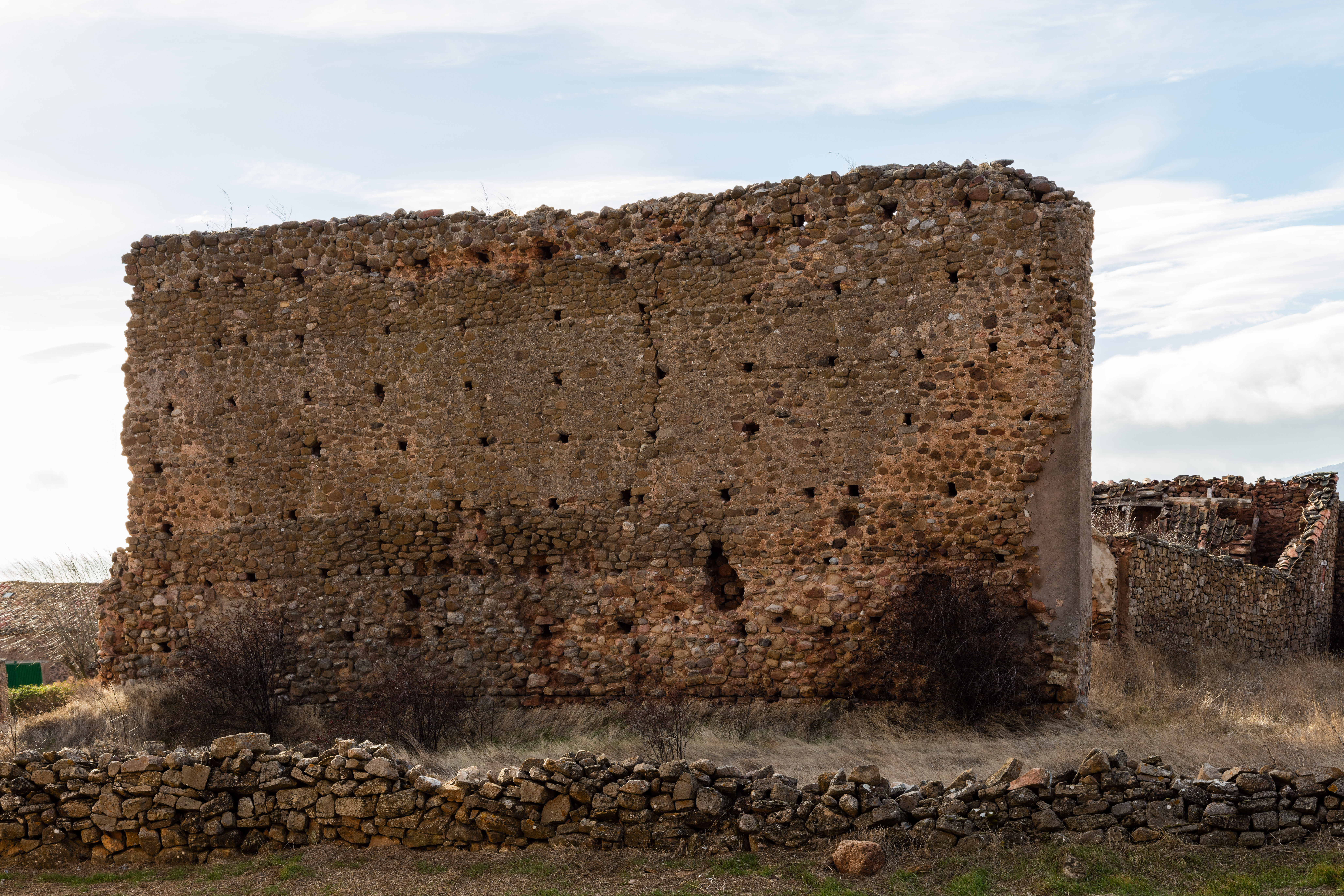
Burgreste
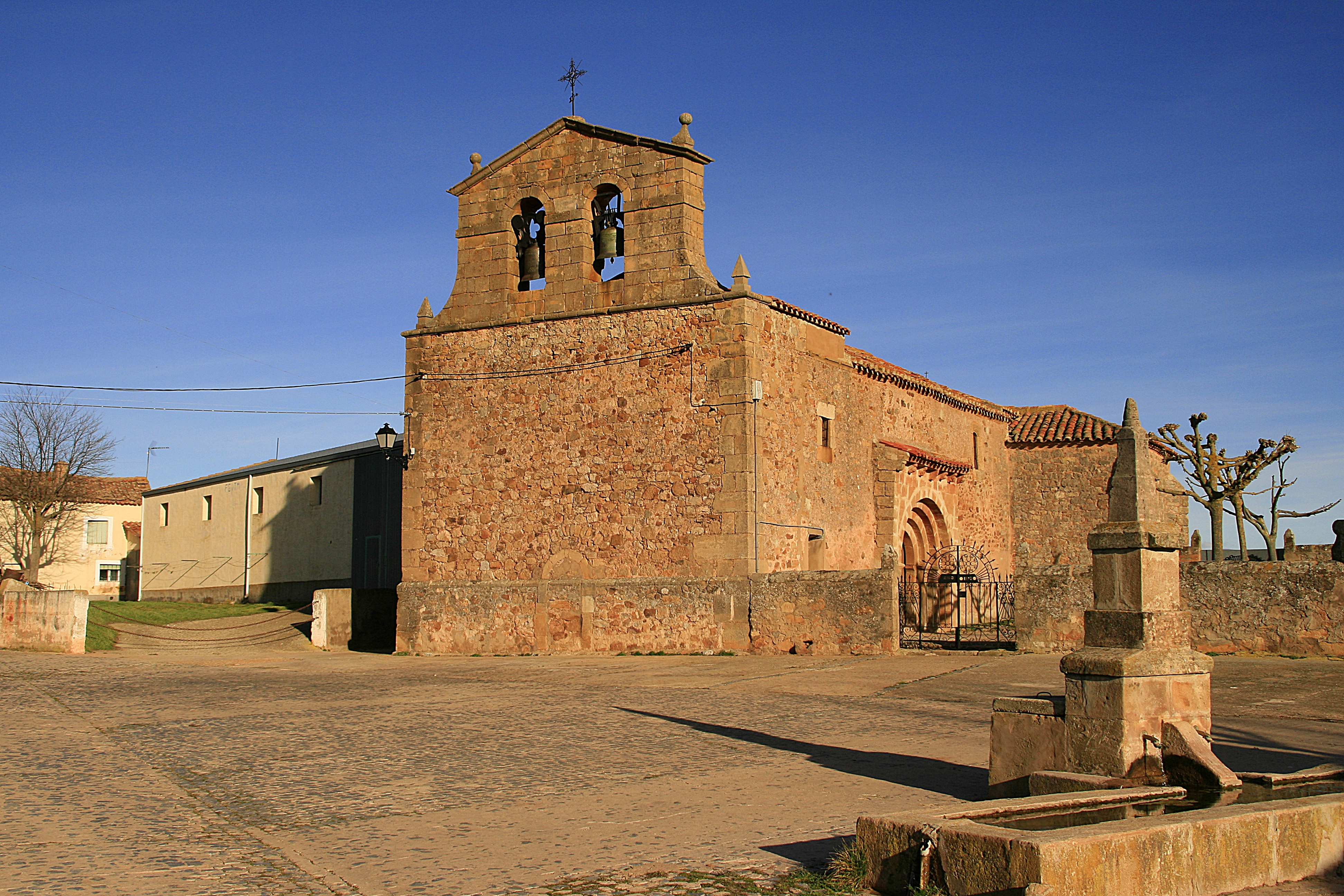
Marienkirche
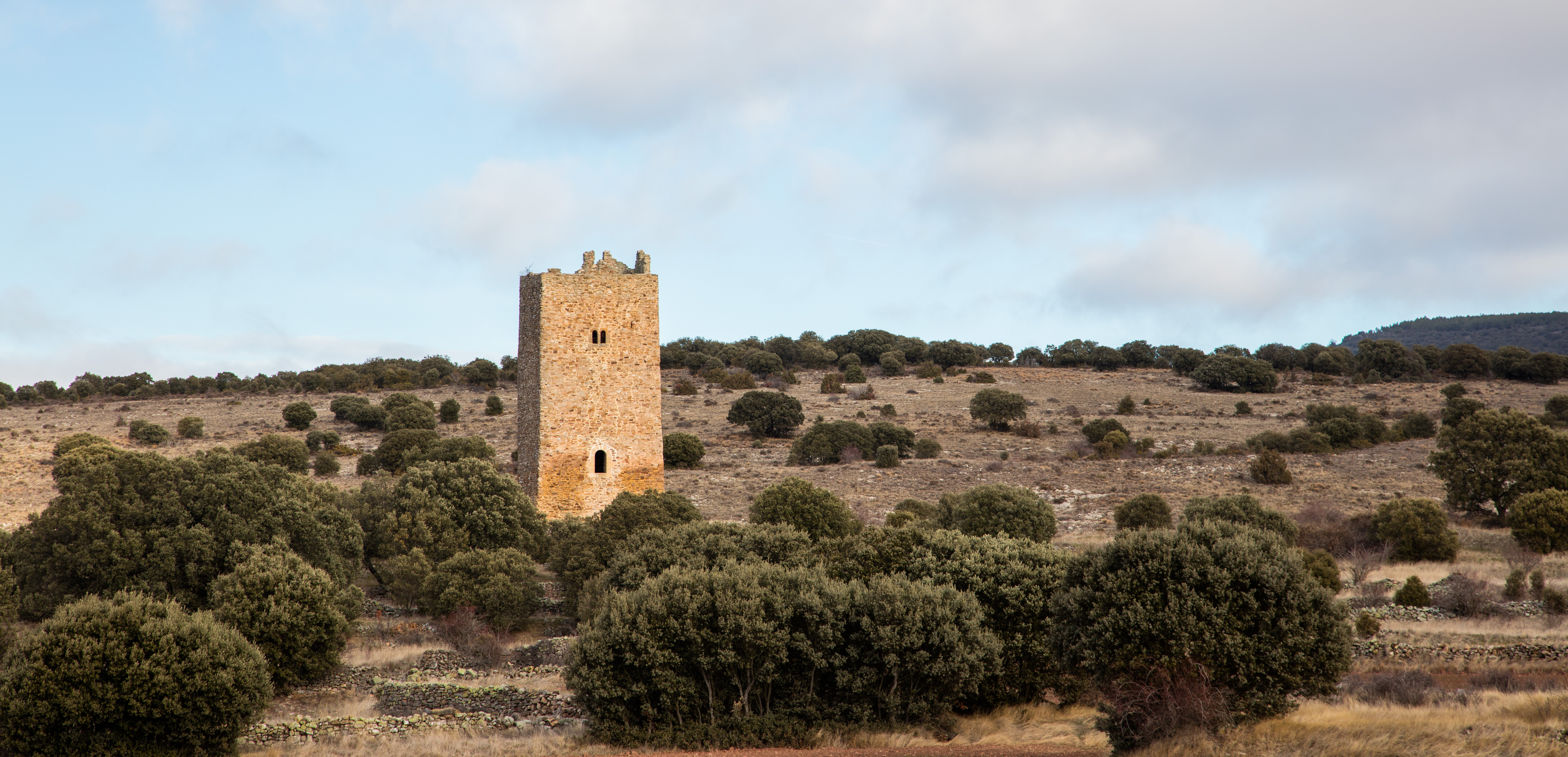
Turm von Castellanos

- Burgreste
- Marienkirche
- Turm von Castellanos